# 117. ловачка дивизија (Вермахт)
117. ловачка дивизија формирана је 14. маја 1941. у Бруку на Лајти од регрута 15. регрутног таласа као 717. посадна дивизија. С обзиром на њену намену, дивизија је имала некомплетну формацију без извиђачког батаљона, са редукованим артиљеријским и специјалистичким саставима. Њено транспортовање на територију Србије отпочело је 15. маја 1941. Штаб дивизије био је смештен у Нишу, а штабови пукова у Краљеву и Косовској Митровици. Бројно стање дивизије у септембру 1941. је износило: 262 официра, 66 службеника, 1153 подофицира и 8.922 војника.
Током устанка у Србији у другој половини 1941. дивизија је била ангажована у борбама против устаника и у хапшењу талаца и провођењу мера одмазде. Њен 749. пук учествовао је у масакрима у Крагујевцу и Краљеву октобра 1941.
Током 1942. дивизија је због интензивирања партизанских дејстава учествовала у „операцијама чишћења” партизана у Срему. Стављена је на располагање генералу Рудолфу Литерсу, команданту корпуса „Хрватска” за учешће у операцији „Вајс”.
Због борбених потреба дивизија је током преформирана и формацијски попуњена људством и борбеном техником до стандардне формације пешадијске дивизије. Почев од 1. маја 1943. дивизија званично мења назив у 117. ловачку дивизију. Тада је имала око 13.200 војника у следећој формацији:
737. пешадијски пук
749. пешадијски пук
670 артиљеријски пук
117. извиђачки батаљон
117. батаљон оклопних ловаца
117. инжињеријски батаљон
117. батаљон везе
Након преформирања 117. ловачка дивизија пребачена је на територију Грчке, где је ушла у састав Групе армија Е.
Након избијања Црвене армије на границу Србије септембра 1944, 117. ловачкој дивизији дат је задатак да се пробије до Београда ради као појачање Групи армија Србија. Током пробијања и током Београдске операције дивизија је прошла кроз изузетно оштре борбе и претрпела тешке губитке. Реорганизована и у знатно измењеном саставу дивизија је учествовала у борбама на Сремском фронту до децембра 1945, када је пребачена у јужну Мађарску. У мају 1945. у јужној Аустрији положила је оружје пред Црвеном армијом.